# Dañs tro

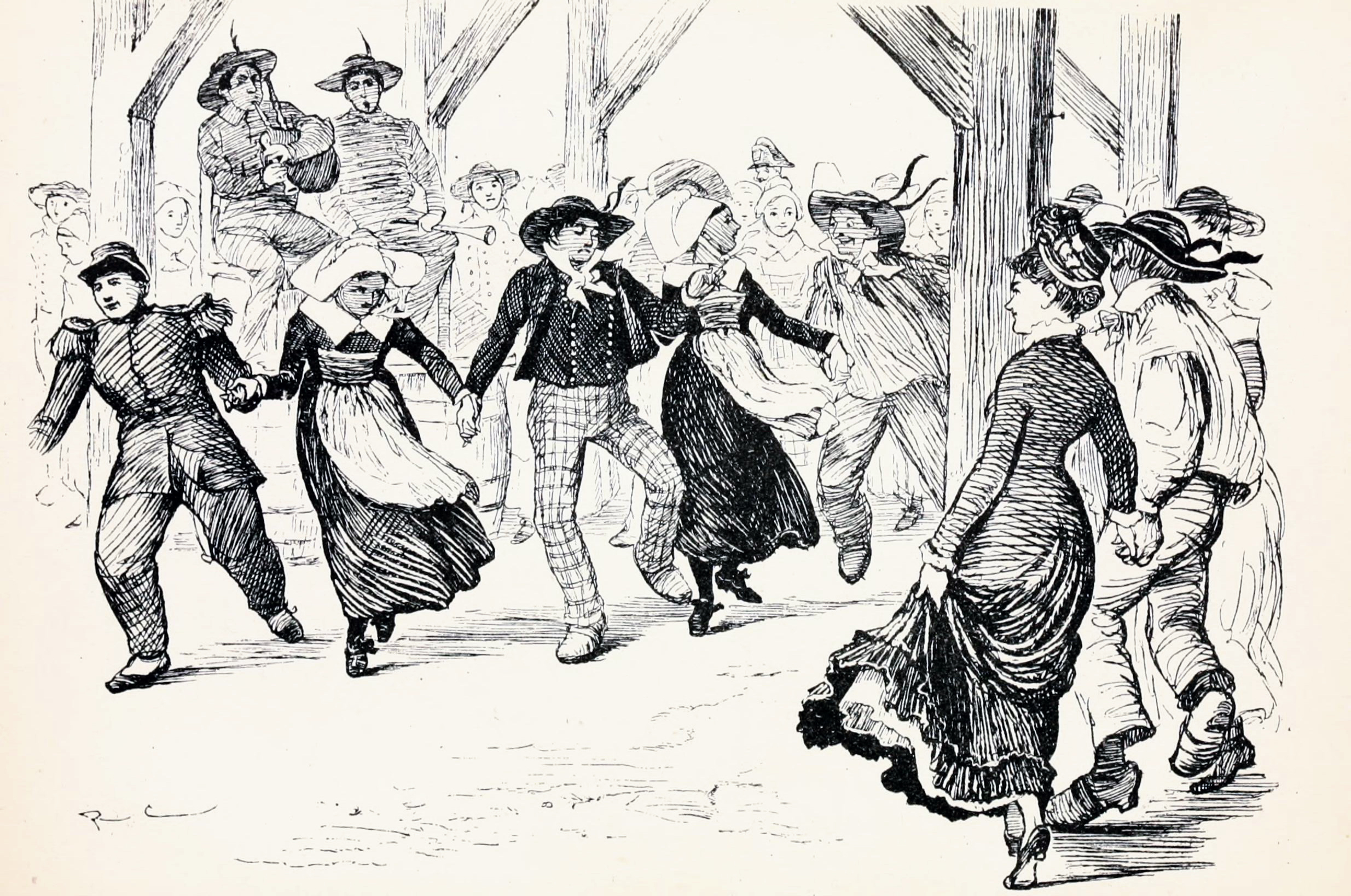
Gavotte-Tanz in der Bretagne; Randolph Caldecott 1880

Dañs tro, Dañs a-dro oder auch Gavotte ist eine Familie der bretonischen Reihentänze, vorwiegend aus der westlichen Bretagne.
Die Tanzform kann ein Rundtanz, in einer Kette, als Quadretten oder auch als Paarumzug sein.
Historisch verwandt ist die Gavotte mit dem Trihori und gehört zu den ältesten Tänzen der Bretagne und hat die größte Verbreitung.
Einheitlich besteht der Grundschritt der Gavotte aus einer Melodie mit 8 Schlägen. Es werden 8 Schritte hierzu getanzt, wobei ein Zwischenschritt zwischen der 3 und 4 (oder 4 und 5) existiert und auf dem 8. Schlag kein Schritt gemacht wird.
Seit 2020 gehören die bretonischen Gavotten zum immateriellen Kulturerbe.

## Bezeichnung und Etymologie
Zwischen der Gavotte aus der europäischen höfischen Tradition und der bretonischen Klasse der Dañs tro scheint es keinen gemeinsamen Ursprung zu geben. Eher scheint es so zu sein, dass Beobachter von außerhalb eine Ähnlichkeit sahen und die bretonischen Tänze mit Gavotte bezeichnet haben. Trotzdem wurde das Wort schnell in das Bretonische für den Dañs tro übernommen (gavotenn).

## Suiten und Bälle
Gavotten werden in der Regel in einer Suite getanzt, die meist aus drei Teilen besteht, die jeder ein eigenes musikalisches Motiv und eigenes Tempo haben.
Die Abfolge folgt oft dem Muster der Gavotte de Montagne:
1. Ton simple: Der erste Teil wird in der Kette oder in der Runde getanzt.
2. Tamm Kreizh: Der zweite Teil ist ein langsamer Spaziergang (in der Kette bzw. Runde), der von lebhaften Figuren unterbrochen wird.
3. Ton double: Der dritte Teil ist eine Wiederholung des ersten Teils, oft deutlich lebhafter als der erste Teil.

Bei einigen Gavotten besteht der zweite Teil aus Bällen (baleu), in der paarweise oder in Quadretten getanzt wird.

## Struktur des Tanzschritts

Grundschritt Dañs tro (Gavotte)

Die eigentliche Gavotte bestehen aus 8 Schlägen und unterscheiden sich in:
- Ob ein Zwischenschritt vorhanden ist bzw. an welcher Stelle (zwischen 3. und 4. Schlag oder zwischen 4. und 5. Schlag oder auch zwischen dem 5. und 6. Schlag) und dem Stil (kleine Zwischenschritte, unbelasteter Tip-Schritt, Überspringen, Auswechseln des belasteten Fußes).
- Schrittstil: linear fortschreitend, mit Verzierungen (Gavotte de l'Aven), starkem Einknicken des freien Beins (Gavotte Fisel) oder mit gekreuzten/verschränkten Schritten (Kost ar c'hoat).
- Startfuß: Normal beginnt der Tanz mit dem linken Fuß; einige beginnen auch mit dem rechten Fuß.

## Form
Die Gavotte wurde ursprünglich im Kreis getanzt. In vielen Gegenden wurden diese dann zu einer Kette aufgebrochen. Auf modernen Fest Noz in der Bretagne wird oft noch die Kreisform verwendet. Einige werden auch als Quadretten getanzt (Gavotte de l'Aven oder Gavotte du pays Rouzig). In einigen Gegenden werden die Gavotten zu besonderen Anlässen (z. B. Hochzeiten) zu Quadretten aufgebrochen.
Eine Sonderform ist u. a. der Dañs Leon mit zwei gegenüberstehenden Ketten: In der Hauptkette fassen sich die Männer an den Fingern durch und tanzen nach links. Gegenüber sind die Frauen aufgestellt, welche sich nicht durchfassen und in der Kette nach rechts tanzen.
Von anderen Tänzen ist ebenfalls überliefert, dass primär Männer dies tanzten. Bei vielen anderen Tänzen wird eine paarweise Aufstellung vermutet. Der Mann steht links von der Partnerin. Wird der Kreis zu einer Kette aufgebrochen (in der Extremform zu Quadretten), dann ändert sich die Abfolge beim letzten Paar, so dass den Abschluss der Kette ein Mann bildet. Bei den Quadretten (z. B. Gavotte de l'Aven) führt dies zur Abfolge Mann-Frau-Frau-Mann.
Als Mischung aus dem Dañs tro und den Branle Tänzen kann der Dañs rond á trois pas gesehen werden: Die Gesamtbewegung ähnelt deutlich dem Dañs tro, aber die Schritte sind Branle double. Der Dañs rond (á trois pas) kann oft auch zu einer Gavotte de Montagne getanzt werden, teils auch zu anderen Gavotten.

## Entwicklung und Unterschiede
Die Gavotten waren ursprünglich reine Kreistänze, in der alle Tänzer gleichberechtigt waren. Mit der Zeit entwickelten sich hieraus zunächst längere Ketten und dann immer kürzere Ketten, bis zu Quadretten wie der Gavotte de l'Aven Ketten mit 4 Tänzer.
Ein Aspekt kann die musikalische Begleitung sein: Dort, wo Sänger eine große Bedeutung haben, hat sich die Kreisform kaum verändert. Die Tänzer konzentrieren sich auf die gesungene Geschichte und machen sich weniger Gedanken, sich von der Masse abzuheben.
Ein anderer Aspekt ist die Betrachtung, dass die Ketten kürzer werden, je näher man der großen Stadt Quimper kommt.

## Liste an Tänzen des Dañs tro
- Dañs rond á trois pas
- Dañs Fisel
- Gavotte du Bas-Léon
- Gilgoden
- Gavotte Pourlet
- Kost ar c'hoat
- Suite Gavotte de Montagne
- Gavotte de Lannilis

## Wettbewerbe
Tanzwettbewerbe waren bei den Bretonen schon immer beliebt. Auch heute treffen sich die Tänzer gerne, um sich gegenseitig zu messen:
- Menez-Meur in Hanvec[4]
- Festival des Brodeuses in Pont l'Abbé[5]
- Trophäe Glazig in Quimper[6]
- Concours Fisel in Rostrenen[7]